# Lime
A lime (ejtsd: lájm), savanyú citrom vagy zöldcitrom (Citrus aurantiifolia) ázsiai eredetű, a rutafélék (Rutaceae) családjába tartozó citrusféle. A növényfajt és termését egyaránt így nevezik. A lime gyümölcsöt íze miatt gyakran a citromhoz hasonlítják, de annál savanyúbb, jellegzetesebb, mérete kisebb és színe jellemzően zöld. Mostanra különböző alfajai a trópusi területeken gyakran termesztett gyümölcsnek számítanak. Elsősorban italok, főként koktélok ízesítésére használják, de egyes ételeknek is fontos összetevője és emésztési zavarokra kifejezetten ajánlott. C-vitamin tartalma jelentős.

## Elnevezései
A lime-ot magyarul nevezik még savanyú citromnak, zöldcitromnak, trópusi citromnak vagy limának. További nyelveken: indonézül: jeruk nipis, malájul: limau nipis, thai nyelven: ma-nao, franciául: limette, citron vert, spanyolul:
limón agrio, lima acida, portugálul: lima, németül: limon, limette.

## Elterjedése
Feltételezések szerint az indonéz szigetvilágban és Délkelet-Ázsiában őshonos, termesztése révén azonban a világ trópusi és szubtrópusi területein egyaránt elterjedt.

## Jellemzői
Legfeljebb 5-6 méter magas kis fa, metszés nélkül azonban csak cserjetermetűvé nő. Ágai elterülők, szabálytalanul nőnek, vesszői rövidek, merevek, tövisekkel sűrűn borítottak. Levelei kis méretűek, halványzöldek. Fehér virágai szintén kicsik, gyakran csoportosan jelennek meg, és belőlük tojásdad vagy közel gömbölyű, 3–4 cm átmérőjű, éretten zöldessárga színű termések fejlődnek, melyek elkeskenyedő végén kis kiemelkedés látható. A termés héja vékony, húsa sárgászöld színű, lágy, lédús és erősen savanyú. Gyümölcsének íze és illata eltér a citrométól, valamint cukor- és savtartalma is nagyobb a citroménál, de alacsonyabb citromsav-tartalmú változatokat is termesztenek Egyiptomban és más trópusi országokban. 100 grammra vetített C-vitamin tartalma viszont 24 milligrammal kisebb, mint a citromé.[forrás?]

## Története
A Földközi-tenger keleti térségében és Afrikában feltehetően i. sz. 1000 körül jelent meg az arabok, míg Európában a 12–13. században a Közel-Keletről visszatérő keresztes lovagok közvetítésével. Az amerikai kontinensen (különösen Mexikóban, Floridában és a karib-tengeri szigeteken) a gyarmatosítással együtt terjedt el, hasonlóan más citrusfélékhez.

## Felhasználása
Gyümölcséből savanyúságokat, savanyú mártásokat, üdítőitalokat készítenek, és ízesítésre is felhasználják. Gyümölcslevét többféle eljárással is tartósítják: sűrítéssel, szárítással, fagyasztással és konzervkészítmények gyártásával. A Karib-térségben a gyümölcshéjának préseléséből nyert olajat használják fel.

## Galéria

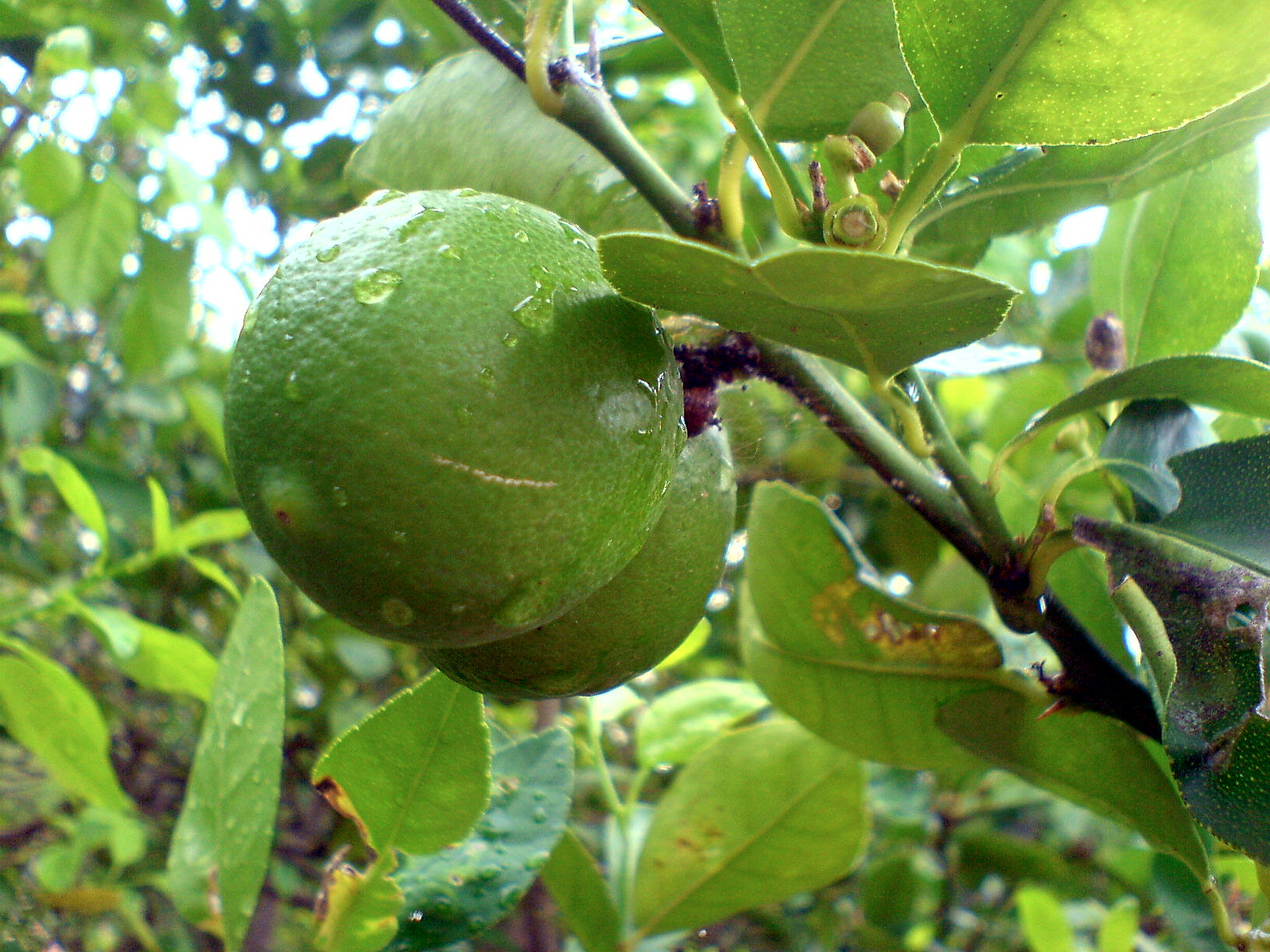
Citrus aurantiifolia
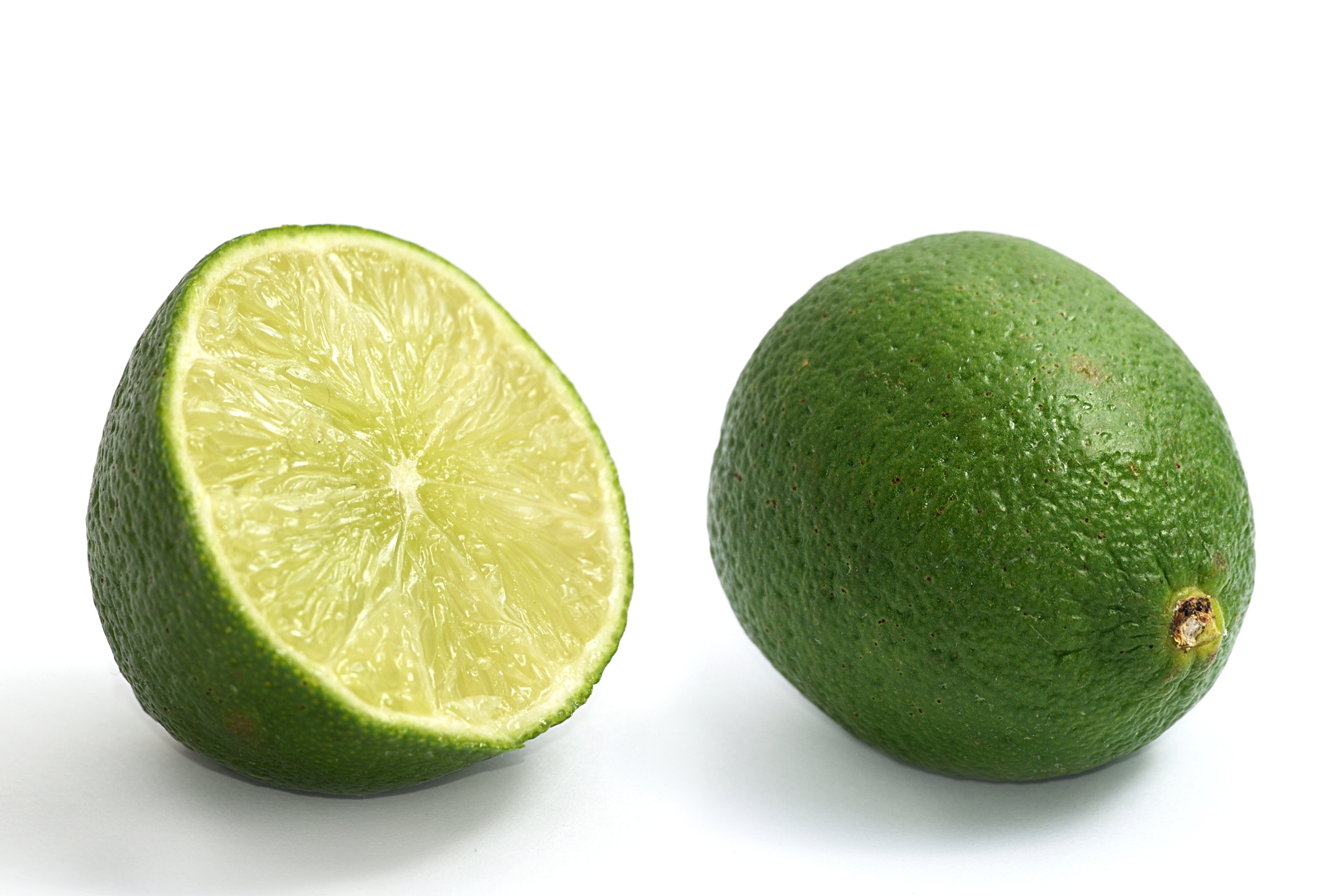
Egy egész és egy félbevágott lime
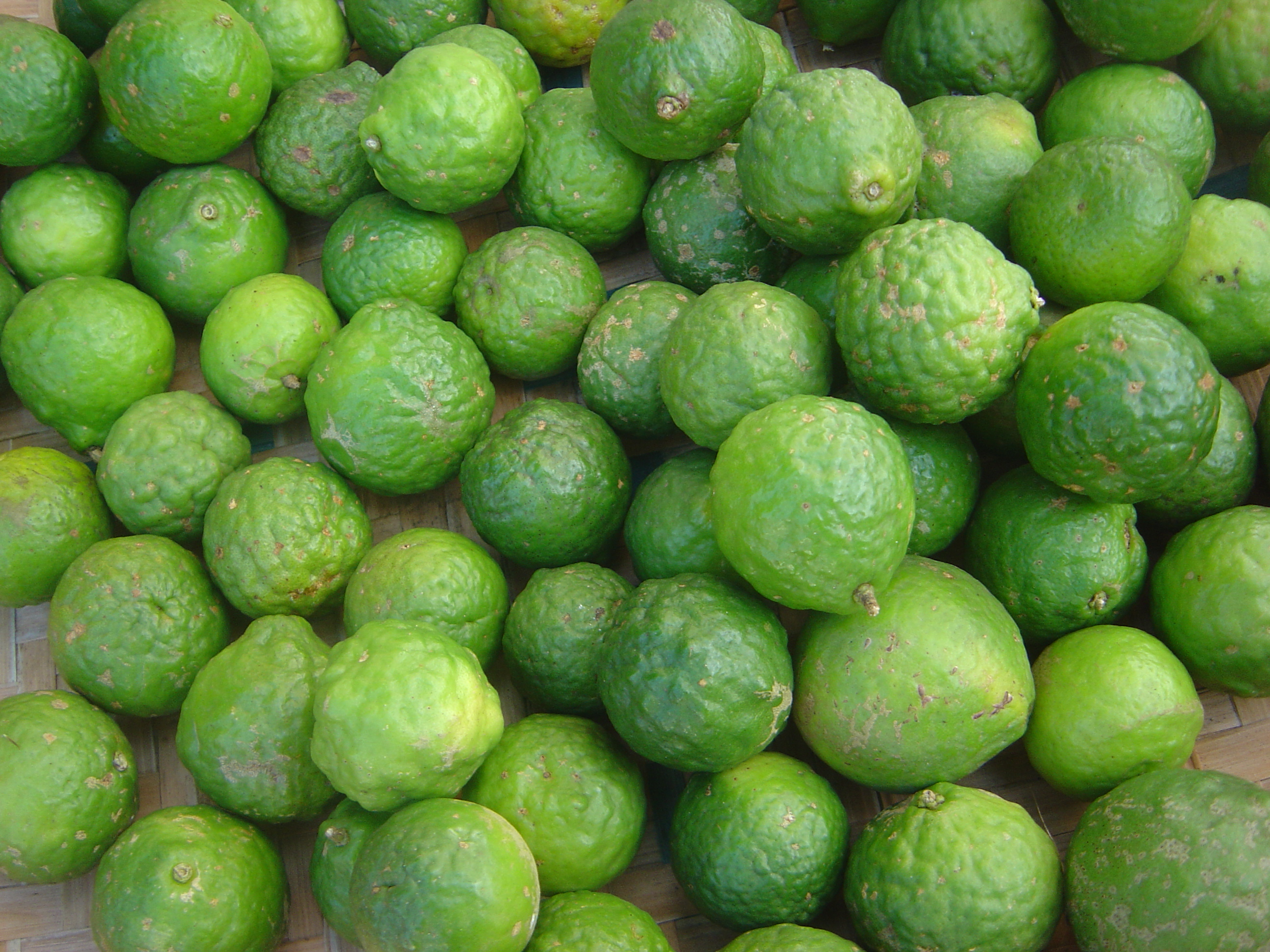
Lime gyümölcsök
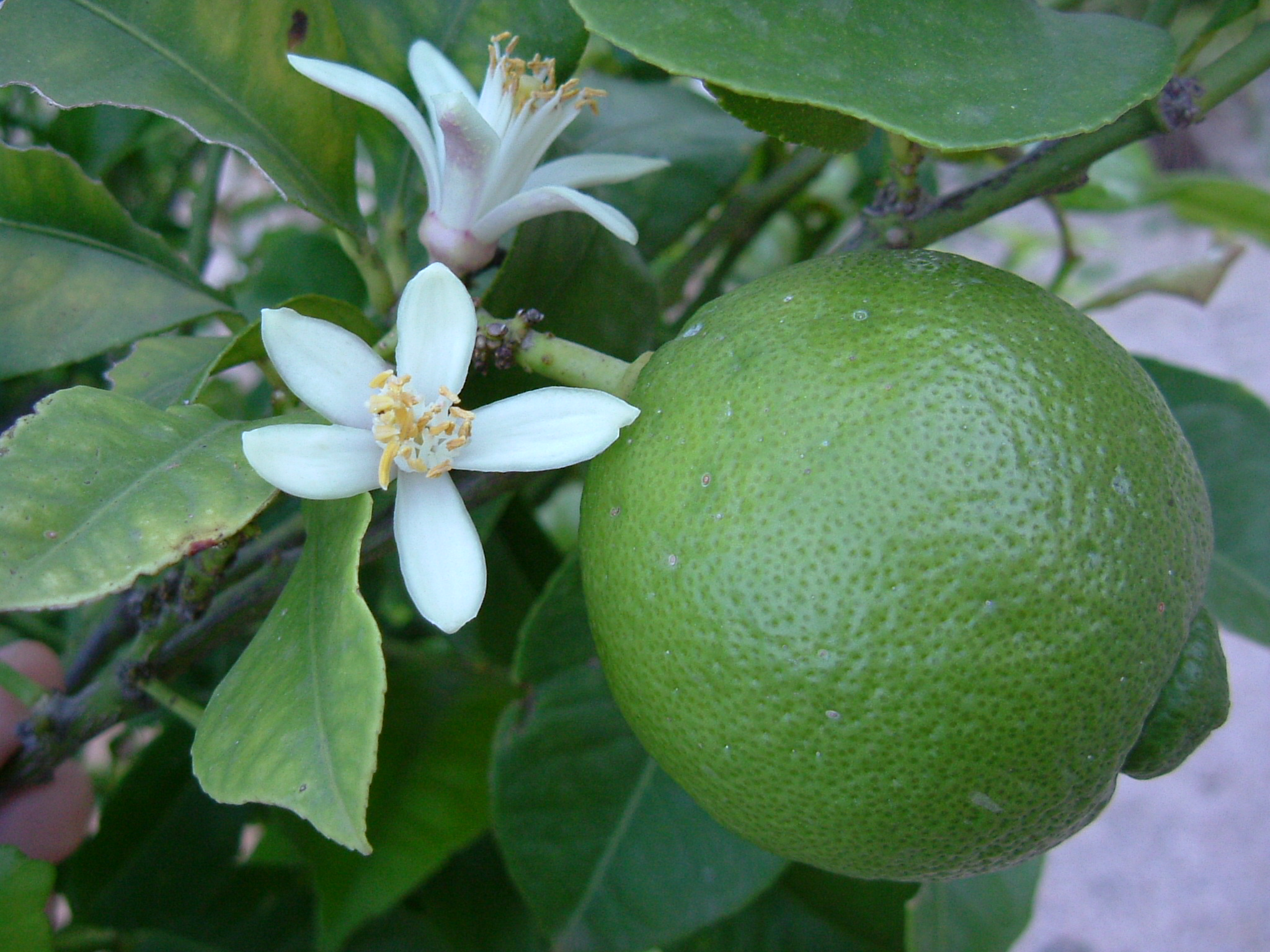
Lime Spanyolországból